# NGC 1198
NGC 1198 је елиптична галаксија у сазвежђу Персеј која се налази на NGC листи објеката дубоког неба.
Деклинација објекта је + 41° 50' 56" а ректасцензија 3h 6m 13,3s. Привидна величина (магнитуда) објекта NGC 1198 износи 12,8 а фотографска магнитуда 13,8. NGC 1198 је још познат и под ознакама IC 282, UGC 2533, MCG 7-7-24, CGCG 540-38, PGC 11648.